# Cosmopolis (Roman 2003)
Cosmopolis ist der Titel eines 2003 publizierten Cyberkapitalismus-Romans des US-amerikanischen Schriftstellers Don DeLillo. Im selben Jahr erschien die deutsche Übersetzung von Frank Heibert. Erzählt wird mit satirischer Übersteigerung die letzte Odyssee des Währungsspekulanten Eric Packer auf der 49th Street in Manhattan durch eine groteske Welt.

## Inhalt
Die Fahrt Packers an einem Tag im April des Jahres 2000 durch Manhattan Midtown wird in personaler Form aus der Perspektive des Protagonisten geschildert. Zwei in den Roman eingeschobene Artikel, die zeitlich die Haupthandlung einrahmen, hat sein Kontrahent Benno Levin in Ich-Form geschrieben.
Motto
„Eine Ratte wurde zur Währungseinheit“ aus Zbigniew Herberts Gedicht „Aufzeichnungen aus einer belagerten Stadt“.

### Lebenskrise
Die Hauptfigur Eric Packer ist ein risikobereiter Börsenspekulant der New Economy mit einer Vorliebe für Gedichte, Musiktheater und Malerei. Er wohnt im UNO-Diplomatenviertel, nahe der First Avenue, in einem 300 Meter hohen 89 Stockwerk-Haus, dem höchsten Wohnturm der Welt, einem „länglichen Gemeinplatz“ mit die Umgebung spiegelnder Oberfläche. Packer empfindet eine Übereinstimmung zwischen sich und dem banalen brutalen Wolkenkratzer, „dessen einzige Aussage in seinem Format [besteht].“ „Der Turm [gibt] ihm Stärke und Tiefe“. Von seiner exklusiven 48-Zimmer-Wohnung mit Vorführsaal, Sportschwimmbecken, Spielsalon, Fitnessraum, Haifischbecken, Barsoi-Zwinger mit Windhunden, zwei privaten Fahrstühlen mit programmierter Satie- und Sufi-Rap-Musik aus hat er einen Panoramablick über Brücken, Stadtteile, Meerengen und Wasserarme. „Mit seinem Tod würde nicht er zu Ende gehen. Die Welt würde zu Ende gehen.“ Im turmhohen Atrium um einen Brunnen herum hängen Kunstwerke mit geometrischen Farbbildern oder verspachtelte Schleimweißbilder. „Er [mag] Gemälde, die seine Gäste nicht anzuschauen [wissen].“
Im April 2000 zeigt Packer sich in einer existentiellen Krise und offenbart Borderline-Symptome. Nach einer fast schlaflosen Nacht fühlt er sich im „Aufruhr der rastlosen Identitäten“ „zaudernd und deprimiert“. Er hat keine Freunde, mit denen er vertraulich kommunizieren kann („Es ging um Momente des Schweigens, nicht um Worte.“) Er liest Wissenschaftliches und Lyrik, mag „karge Gedichte, die minuziös ins Weiße platziert [sind]. […] Gedichte mach[-]en ihm bewusst, dass er atmet[-]. Ein Gedicht legt[-] Dinge im jeweiligen Augenblick offen, auf deren Wahrnehmung er normalerweise nicht vorbereitet [ist].“ Nun wartet er auf den „Anbruch des großen Tages“: Er lässt sich zum Haareschneiden quer durch Manhattan an den Ort seiner Kindheit fahren.
Packers kugelsichere Stretchlimo ist luxuriös mit Clubsesseln, Kühlschrank, Bordbar, Mikrowelle und Herzmonitor eingerichtet. Die Bodenplatten sind aus Carrara-Marmor und der Plafond zeigt einen Sternenhimmel. Packer hat den Wagen „proustifizieren“, d. h. mit Kork auskleiden lassen. Aus Angst vor Anschlägen wechselt er ständig seinen Arbeitsplatz und hat seine Limousine mit Rundumkameras, Fernsehbildschirmen und Computermonitoren ausgestattet, die über die Börsenkurse und die aktuelle politische und wirtschaftliche Lage informieren. Während der Stop-and-Go-Fahrt von Kreuzung zu Kreuzung und der Staus, ausgelöst durch den Besuch des Präsidenten Midwood, sammelt der Sicherheitschef Torval Informationen über die Gefahrenlage, observiert zusammen mit den Bodyguards Kendra Hays und Danko das Umfeld und begleitet Eric bei seinen Ausflügen in Hotels und Restaurants.

### Beratungen
Shiner
Packer empfängt in seinem Auto-Büro nacheinander seine wichtigsten Berater. Die Terminabfolge ist genau organisiert. Die Experten steigen an vereinbarten Punkten der Strecke in die Limousine ein, nehmen auf einem Klappsitz Platz und tragen ihre neuen Informationen vor. Eric hört ihre Einschätzungen der Lage an und diskutiert mit ihnen seine Börsen- und Lebensphilosophie. Den Anfang macht der Technologie-Chef Shiner. Dieser versichert sogleich: „Unser System ist sicher. Wir sind unangreifbar: Es gibt kein Hackerprogramm.“ Eric dagegen glaubt nicht an die Lückenlosigkeit des Sicherheitssystems und ist skeptisch dem optimistischen Bild vom Menschen als Beherrscher der Welt gegenüber: „[I]ch höre ständig von unserer Legende. Wir sind alle jung und clever und von den Wölfen aufgezogen worden. Aber das Phänomen des Rufs ist eine heikle Sache. Ein Mensch kann durch ein Wort aufsteigen und durch eine Silbe abstürzen.“
Michael Chin
Shiner verlässt seinen Sitz, um zum Flughafen zu fahren, und wird vom 22-jährigen Währungsanalysten Michael Chin abgelöst. Sie erörtern ihre vom Scheitern bedrohte Yen-Spekulation, für die man sich gigantische Summen leihen muss, da der Kurs steigt. Chin rät zu einem Ausstieg („Wir spekulieren ins Leere.“), doch Eric ist überzeugt, dass sich das Blatt zu ihren Gunsten wenden wird. Er glaubt, dass die Daten selbst eine Seele haben und dem dynamischen Aspekt ihres Lebensprozesses will er auf die Spur kommen. Später wird deutlich, dass er an diesem Tag mit dem Untergang seiner Existenz spielt und nicht mehr vom Erfolg seiner Theorie überzeugt ist.
Jane Melman
Packers Finanzchefin Jane Melman, eine alleinerziehende Mutter, joggt heran und ersetzt Chin. Auch sie hat schlechte Nachrichten vom weiter steigenden Yen-Kurs. Während ihres Gesprächs lässt Eric vom ebenfalls zugestiegenen Dr. Ingram einen Gesundheitscheck machen. Während der Prostata-Untersuchung hat er mit Jane, seiner „berührungsfreien Liebhaberin“, ein virtuelles Sexerlebnis.
Vija Kinski
Die nächste Gesprächspartnerin ist Vija Kinski, Packers oberste Theoretikerin. Sie kommt gerade aus der Kirche „Saint Mary the Virgin“ zwischen der Sixth und der Seventh Avenue und wartet auf dem Gehweg auf die Limousine. Während Eric seine Prognose verteidigt („Auf irgendeiner tieferen Ebene gibt es einen Befehl […] Ein Muster, das erkannt werden will.“), warnt Vija, Reichtum sei zum Selbstzweck geworden, und rät zur Anpassung an die Entwicklung: „Zu wissen und nicht handeln heißt, nicht zu wissen.“ Er dagegen bleibt bei seiner Linie: „Sich jetzt zurückzuziehen, wäre nicht authentisch. Es wäre ein Zitat aus dem Leben anderer Leute. Die Paraphrase eines vernünftigen Textes, der sie glauben machen will, es gäbe plausible Wirklichkeiten, ja, die verfolgt und analysiert werden könnten.“ Eric zweifelt jetzt daran, dass er das System, die „Affinität zwischen der Bewegung des Marktes und der natürlichen Welt“ erkennen kann. Es gebe keine vorhersehbaren Trends und Kräfte: „letzten Endes haben wir es mit einem System zu tun, das außer Kontrolle ist. Hysterie in Hochgeschwindigkeit. […] Wir schaffen unseren eigenen Wahnsinn […] angetrieben von Denkmaschinen, über die wir letztlich keine Macht haben. Der Wahnsinn ist meistens kaum zu merken. Er liegt einfach darin, wie wir leben.“

### Anti-Börsen-Demonstration
Am Nachmittag, bereits in der fallenden Handlungskurve des Romans, bleibt Packers Limousine an der Kreuzung Seventh Avenue und Broadway in einem Aufstand der New Economy-Kritiker stecken, die gegen den Turbokapitalismus und die Börsenspekulationen demonstrieren. Die Protestler tragen Transparente und eine große Rattenpuppe über die Straße, errichten Barrikaden, legen Brände, liefern sich Gefechte mit der Polizei und besetzen einen Bankturm, auf dessen elektronischem Display die Schrift erscheint: „Ein Gespenst sucht die Welt heim – das Gespenst des Kapitalismus.“ Vor der Investmentbank explodiert eine Bombe. Ein Demonstrant verbrennt sich im Lotossitz. Packers Wagen wird angegriffen, mit Sprayfarbe verschmiert und verbeult. Eric betrachtet zusammen mit seiner Cheftheoretikerin Kinski die Angriffe auf sein Auto und auf die Geschäfte interessiert auf seinen Monitoren und fühlt sich mit den Aktivisten verwandt. Er analysiert: „Zerstörungsdrang ist ein kreativer Drang […] Das ist auch das Erkennungsmerkmal kapitalistischen Denkens. Durchgesetzte Zerstörung. Alte Industrien müssen brutal eliminiert werden. Neue Märkte müssen mit Gewalt behauptet werden. Alte Märkte müssen erneut ausgebeutet werden. Zerstört die Vergangenheit, erschafft die Zukunft.“
Nach der Beendigung der Demonstration durch die Polizei erreicht ihn eine persönliche Warnmeldung: „Vor allem aber sprach die Todesdrohung an der Schwelle zur Nacht zu ihm, höchstwahrscheinlich über irgendein Schicksalsprinzip, von dem er immer gewusst hatte, dass es mit der Zeit deutlich werden würde. Jetzt konnte er mit dem Geschäft des Lebens beginnen.“ (Ende des ersten Romanteils)

### Stationen
Während der Tagesfahrt zum Frisörladen verlässt Packer mehrmals sein Büro-Auto für private Unternehmungen.
Elise Shifrin (1) 
In der Nähe der Second Avenue entdeckt er im Taxi nebenan seine seit 22 Tagen mit ihm verheiratete Frau, die Dichterin („Ihre Gedichte waren Scheiße“) und Millionenerbin Elise Shifrin: „Sie [ist] Mitte zwanzig, mit kupferstichfeinen Zügen und großen, kunstlosen Augen. Ihre Schönheit hat[-] etwas Entrücktes. Das [ist] faszinierend, aber vielleicht auch nicht.“ Sie fährt gerne Taxi, weil sie durch die eingewanderten Fahrer „aus Horror und Verzweiflung […] die Länder, wo Unruhen sind“, kennen lernt. Sie gehen in ein Café an einer Ecke zum Frühstück. Ihre Konversation zeigt, dass sich beide kaum kennen. Sie weiß nicht viel von Ihm: „Was genau machst du? […] Ich glaube, du erwirbst Informationen und verwandelst sie in etwas Grandioses und Grässliches. Du bist ein gefährlicher Mensch. Stimmt’s? Ein Visionär.“ Auf seine Frage, wann sie wieder miteinander schlafen, antwortet sie ausweichend: „Machen wir. Versprochen. […] Wenn ich arbeite, weißt du. Die Energie ist kostbar.“
Didi Fancher
Vor der Lexington Avenue besucht Eric ohne Voranmeldung („War gerade in der Nähe“) seine langjährige Geliebte, die 47-jährige Didi Fancher, in ihrer Wohnung. Nach dem überfallartigen Liebesakt rät ihm die Kunsthändlerin zum Kauf eines Rothko-Bilds, er möchte jedoch die ganze „Rothko Chapel“ mit den 14 Bildern kaufen und in seiner Wohnung unterbringen. Da er im Augenblick „tonnenweise Geld“ beim Wetten auf den Yen-Verfall verliert, hat er kein Gefühl mehr für konkrete Geldscheine.
Elise Shifrin (2)
Im zweiten Kapitel erreicht die Limousine die „West Side“ der 47th Street. Eric steigt aus, geht in den „Gotham Book Mart“ in der Nähe der Sixth Avenue und sucht nach Gedichten. Hier trifft er zum zweiten Mal zufällig auf seine Frau Elise und geht mit ihr zum Essen in eine Lunchbar. Wieder spricht er mit ihr über ihren verhinderten Sex, er drängt auf die kostbare Zeit, die vergeht. „Zeit wird jeden Tag knapper“. Sie nimmt an ihm einen Sexgeruch wahr und weicht aus. Beide spüren die Desillusionierung ihrer Vorstellungen voneinander und die Distanz zwischen ihnen: „Er [begreift] allmählich, dass sie ihre Schönheit gemeinsam erfunden, verschwörerisch ein Trugbild zusammengebaut [haben], das zu ihrer gegenseitigen Manövrierbarkeit und Begeisterung funktioniert[-]. Sie [haben] unter dem Schleier dieser unausgesprochenen Abmachung geheiratet.“ Beide sind reich, „sie eine gesetzmäßige Erbin, er Selfmademan“, sie kultiviert, er rücksichtslos; sie zerbrechlich, er stark; sie talentiert, er brillant; sie wunderschön. „Dies [ist] der Kern ihres Einverständnisses, das, woran sie glauben [müssen], um ein Paar sein zu können.“
Kendra Hays
Zu Beginn des zweiten Romanteils, im 3. Kapitel, setzt sich in der fallenden Handlungskurve die schrittweise Entfernung Erics von seinem alten Leben fort. In einem Hotel gegenüber dem „Barrymore Theatre“ hat er Sex mit seiner Leibwächterin Kendra Hays, nach ihrem Dienstschluss, spricht mit ihr über die Warnmeldung („Die logische Verlängerung von Business ist Mord“) und wünscht sich von ihr einen Schuss mit ihrer Betäubungspistole, um den Elektroschock zu erleben.
Elise Shifrin (3)
Vor dem Theater trifft er zum dritten Mal seine Frau. Sie hat die Vorstellung vorzeitig verlassen, weil ihr die Aufführung nicht gefallen hat. Sie gehen zum Abendessen in ein Bistro und sprechen über ihre Beziehung. Er schont sie jetzt nicht mehr durch die Verschleierung seiner Affären, sondern spricht offen über den Grund ihrer Heirat und sagt ihr, dass er wegen seiner Börsenverluste bankrott ist. Elise bietet ihm ihr Geld an, um seine Defizite auszugleichen und neu anzufangen, aber er lehnt ab, denn sonst drohe ihm der „tiefinnere Seelentod“. Ihr wird klar, dass ihre Beziehung am Ende ist. Nach dem Treffen will er sich von allem befreien, auch von ihrem Geld. Er hackt sich in ihr Konto ein, bucht ihre 735 Millionen Dollar ab und verteilt sie „systematisch in der Rauchwolke der donnernden Märkte“, d. h, er „verbrennt“ das Geld in aussichtslosen Spekulationen. „Er setzt[-] sein eigenes Zeichen, eine Geste der ironischen endgültigen Bindung. Soll doch alles zusammenkrachen. Sollen sie sich erkennen, unbelastet und verloren. Das [ist] die Rache des Individuums an dem mythischen Paar.“
Der letzte Techno-Rave
In der Nähe des „Biltmore“ schaut sich Eric die Show „Der letzte Techno-Rave“ an. Das Haus wird renoviert und in dem ausgeräumten kahlen Theatersaal agiert ekstatisch eine Raver-Tanzgruppe. Schwere- und gefühllos mit einer Trennung von Geist und Körper, wie in einem Drogenrausch, scheint die Truppe außerhalb von Sorge und Schmerz zu leben: „Die ganze Bedrohung der elektronischen Welt [liegt] in der Wiederholung“.
Brutha Fez
Die Ninth Avenue herunter kommt Eric ein Trauerzug entgegen. Der von ihm bewunderte Sufi-Rapper Brutha Fez wird beerdigt. Seine Plattenfirma hat die ganze Nacht hindurch auf den Straßen der Stadt mit Breakdancern, tanzenden Derwischen und Chorgesang ein Event organisiert.
Torval
Nach Aufhebung der Straßensperren will Eric in ein Lokal gehen, um ein Fladenbrot zu essen. Dabei wird er von André Petrescu, dem Tortenattentäter, angegriffen und niedergeschlagen. Torval überwältigt ihn. Eric geht anschließend zu einem Basketballfeld, um dem Spiel der Jungen zuzuschauen. Er lässt sich von Torval dessen Waffe zeigen, erschießt ihn und wirft die Pistole achtlos ins Gebüsch: „Er [will] der Macht vorherbestimmter Ereignisse vertrauen. Die Tat war vollbracht. […] Torvall war sein Feind, eine Bedrohung seiner Selbstachtung. […] Es [hängt] mit der glaubwürdigen Bedrohung und dem Verlust seines persönlichen und seines Firmenvermögens zusammen, dass Eric sich so frei entfalten [kann]. Torvalls Ende räumt[-] die Nacht frei für tiefere Auseinandersetzungen.“

### Am Ziel
Im 4. Kapitel hat Eric das Zielgebiet seiner Odyssee an der Tenth Avenue erreicht: „Wir sind da“. Bereits als er morgens aufwachte, wusste er, „es ist Zeit“ für die Rückkehr zu den Wurzeln: „Eine trostlose Straße, aber früher hatten die Leute hier in lärmiger Enge gelebt, in Eisenbahnerwohnungen, so glücklich wie anderswo auch […] und das [tun] und [sind] sie immer noch.“ Sein Vater ist hier aufgewachsen. Der Friseurladen liegt gegenüber einer Reihe alter Backsteinhäuser. Der Friseur Anthony gibt ihm und dem Fahrer Ibrahim Hamadou zu essen und erinnert sich an die Zeit, als Eric 5 Jahre alt war. Nach dem Haarschnitt einer Kopfhälfte läuft er aus Angst vor dem Attentat panikartig davon.
Körper-Installation
An der Kreuzung zur Eleventh Avenue beteiligt sich Eric an einer Körper-Installation, die von einem Kamerateam ausgeleuchtet und gefilmt wird. Zusammen mit 300 Nackten bildet er ein Körpercluster. Auch Elise ist dabei und er gesteht ihr, während sie zum ersten Mal spontan Sex miteinander haben, dass er ihr Geld verloren hat. Sie interessiert nur, wo es gelandet ist, aber er weiß es nicht. „Was wissen Dichter schon von Geld?“ In dem Augenblick, als er weiß, dass er sie liebt, verschwindet sie im Dunkeln.
Danach erfolgt der Showdown der Geschichte, in dem der Haupthandlungsstrang mit dem Benno Levins zusammenläuft.
Abrechnung
Eric wird aus einem Haus beschossen, er geht hinein und findet im einzigen bewohnten Zimmer Benno Levin. Ihr Gespräch ähnelt teilweise einer Auseinandersetzung Erics sich selbst. Ausgangspunkt ist Bennos Abrechnung mit ihm und seinem Lebensstil. Als Eric nach dem Grund fragt, warum er ihn erschießen will, gibt dieser zuerst seine Nichtbeachtung durch ihn, seinen damaligen Chef, und seine fristlose Entlassung an. Er sei mit den komplizierten Berechnungen, mit dem er den Yenkurs durchschauen sollte, nicht zurechtgekommen. Packer habe ihn mit seinem unsinnigen System zu einem hilflosen Roboter-Soldaten machen wollen. Jahrelang habe er seine Wut zurückgehalten, jetzt müsse er Eric erschießen, sonst hätte sein Leben keinen Sinn. Dann erweitert er seine Begründung auf Erics Persönlichkeit: „Sie haben den Tod verdient dafür, wie sie denken und handeln. Für Ihre Wohnung und was sie gekostet hat. […] Dafür, wie viel sie hatten und wie viel Sie verloren haben, beides. Und nicht weniger dafür, dass Sie es verloren haben, als dafür, dass Sie es zusammengerafft haben. Für die Limousine, die die Luft verdrängt, die die Menschen in Bangladesch atmen müssen. Allein dafür. […] Sie sind wie jemand, der […] schon seit hundert Jahren tot ist.“
Eric bezweifelt, dass diese Gesellschaftskritik Bennos wahrer Grund ist, denn sonst hätte er sich den Protestlern angeschlossen und sich nicht in die Isolation eines Zimmers zurückgezogen. Gegen die Vorwürfe wendet Eric ein, sein Denken hätte sich weiterentwickelt. Doch in Erinnerung an die Ermordung seines Sicherheitschefs verspürt er Reue und schießt sich durch die Hand. Benno verarztet ihn und bittet ihn, ihn zu „heilen“ und zu „retten“: „Seine Stimme hat[-] eine furchtbare Intimität, eine Gefühls-und Erfahrungsnähe, die Eric nicht erwidern kann. […] Welch einsame Verbissenheit und Unversöhnlichkeit und Enttäuschung. Der Mann [kennt] ihn wie niemand je zuvor. […] aber selbst der Tod, der ihm unabdingbar für seine Befreiung [erscheint], würde nichts ausrichten, nichts ändern.“
Mit Erics Blick auf den Monitor der Elektronenkamera im Glas seiner Armbanduhr, „[f]ast Metaphysik“, wechselt die Handlung ins Surreale. Während er am Tisch sitzt, sieht er im Display seinen Körper auf dem Boden liegen. Dann zeigt das Bild das Innere eines Krankenwagens und schließlich eine Wand von Kammern und ein Plastikarmband mit der Aufschrift „unbekannt“. Erics Ziel war immer gewesen, „außerhalb der vorgegebenen Grenzen zu leben, in einem Chip, auf einer Diskette, als Daten, strudelnd, in strahlendem Wirbel, ein Bewusstsein, vor der Leere gerettet.“ Das wäre „der Master-Schub des Cyberkapitals […], um die menschliche Erfahrung in Richtung Unendlichkeit zu erweitern und für Firmenwachstum und Investition, für die Anhäufung von Profiten und die energische Reinvestition zu nutzen. Aber sein Schmerz mischt[-] sich störend in seine Unsterblichkeit ein. Er erst macht[-] ihn unverwechselbar. […] Die Dinge, die ihn zu dem mach[-]en, was er [ist], [können] wohl kaum identifiziert, geschweige denn in Daten konvertiert werden.“ Mit seinen Phantasien, von seiner Geliebten und seiner Witwe tief betrauert zu werden und als einbalsamierte Leiche mit seinem Atombomber gezielt in der Wüste abzustürzen, „ein einziger großer Feuerball, der ein Landkunstwerk hinterlassen würde, versengte Erdkunst, in Wechselwirkung mit der Wüste und auf ewig treuhänderisch verwaltet unter der Schirmherrschaft seiner Kunsthändlerin […] und zur ehrfürchtigen Betrachtung von zuvor ausgewählten Gruppen und erleuchteten Einzelreisenden“ im Status einer von der Einkommensteuer befreiten gemeinnützigen Handelsgesellschaft, wartet er auf den Schuss.

### Fahrt auf der 47th Street durch Midtown Manhattan
Auf seiner Odyssee auf der knapp drei Kilometer langen 49th Street nach Westen zum ehemaligen Arbeiterviertel „Hell’s Kitchen“ beobachtet Packer die einem Wimmelbild ähnelnden kaleidoskop-artig wechselnden Szenerien der Stadt: die Passanten im UNO-Viertel, die im Stau stehenden Autos, die an den Kreuzungen die Straße überquerende Menschenmenge, die sich in den Schaufensterscheiben spiegelt, die Touristen im Diamantenviertel und beim Restkartenverkauf für ein Broadway-Theater, die gewalttätigen Kapitalismus Kritiker, dazwischen Bettler, „herumspazierende Narren“, ein Vielvölkergemisch und „Wirrwarr alter Kulturen“.

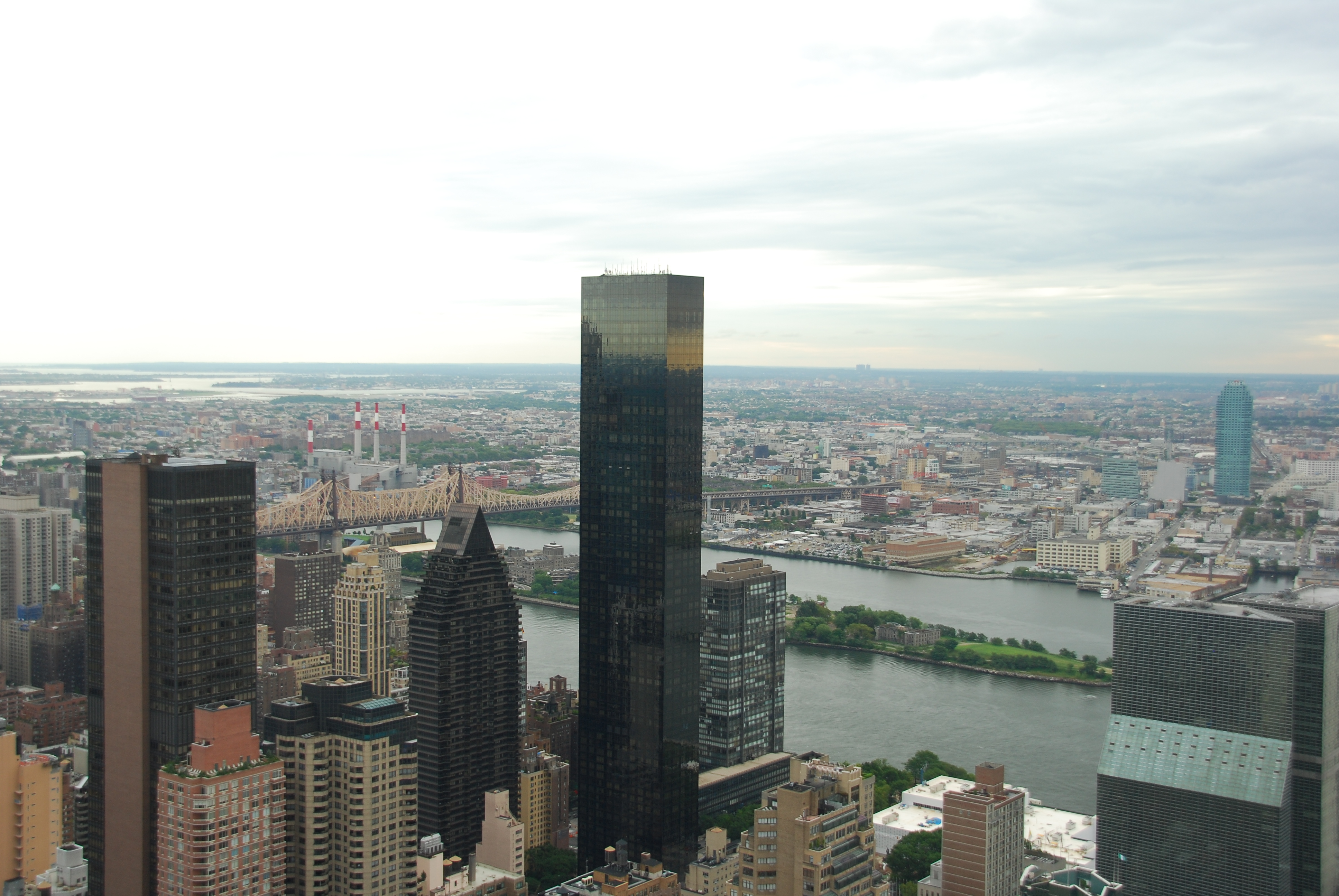
Der Trump World Tower zwischen 47th und 48th Street vor dem East River, rechts das UNO-Hauptquartier
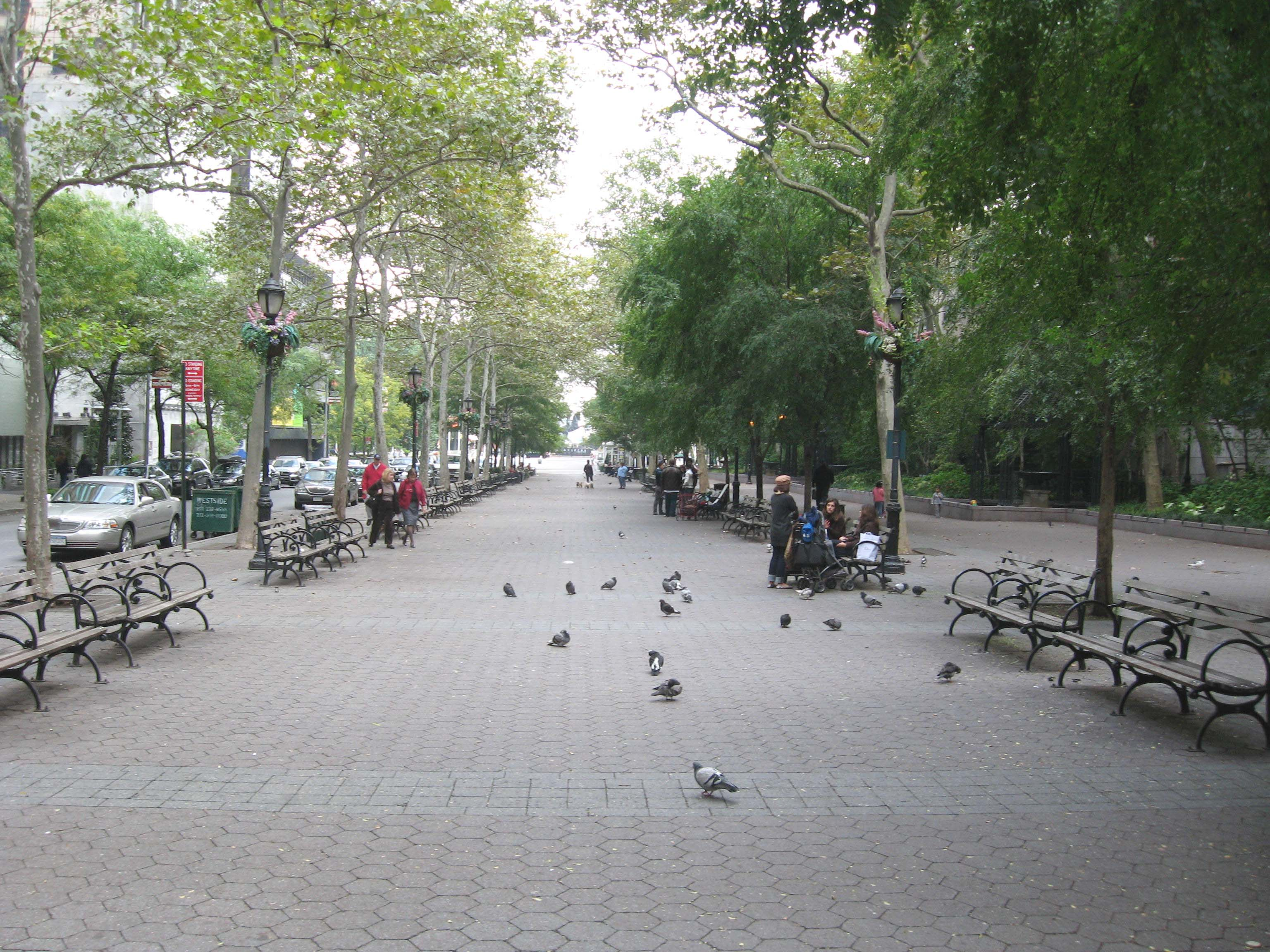
Ostende der 47th Street Dag Hammarskjold Plaza
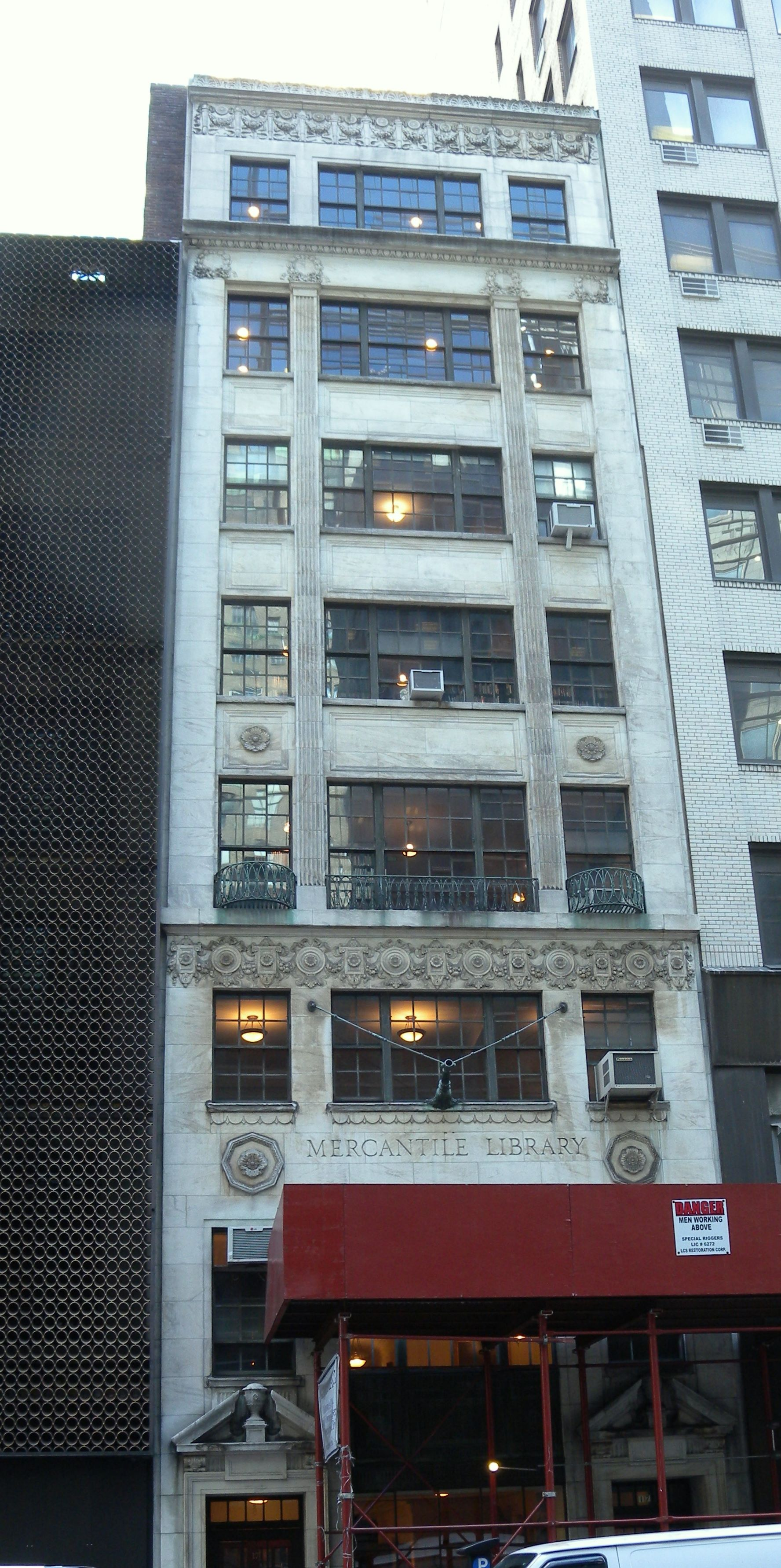
Mercantile Library East 47th Street zwischen Madison und Fifth Avenue in Midtown Manhattan.
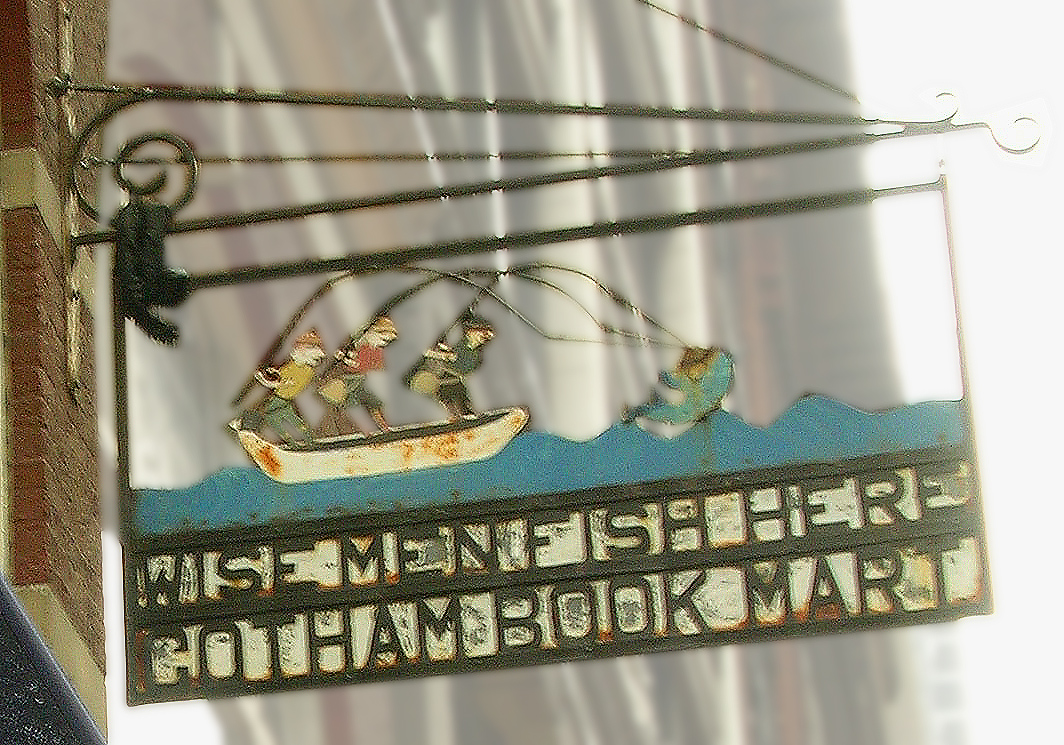
Gotham Book Mart Schild von John Held, Jr.
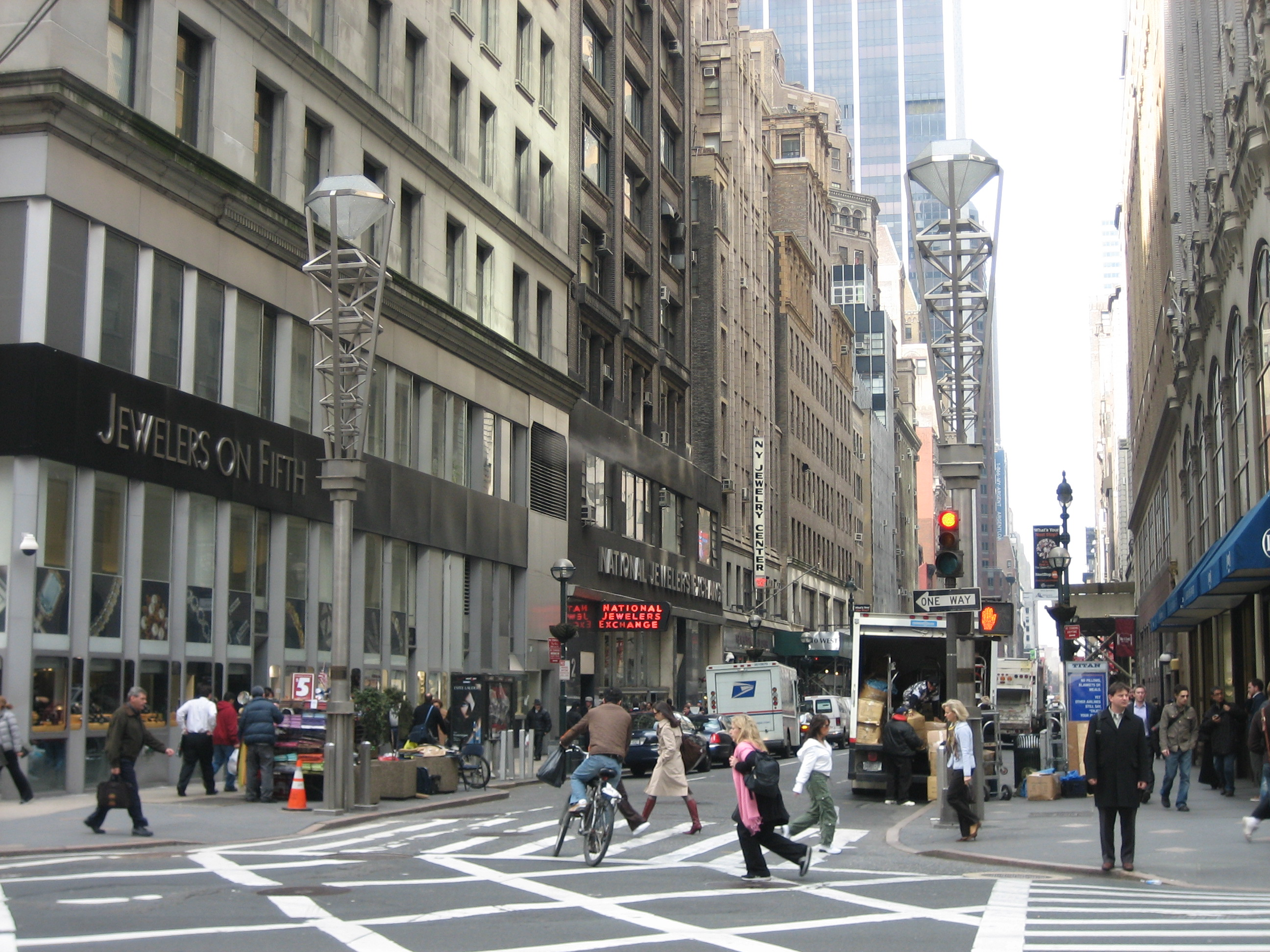
Diamond District 5th Avenue/47th Street
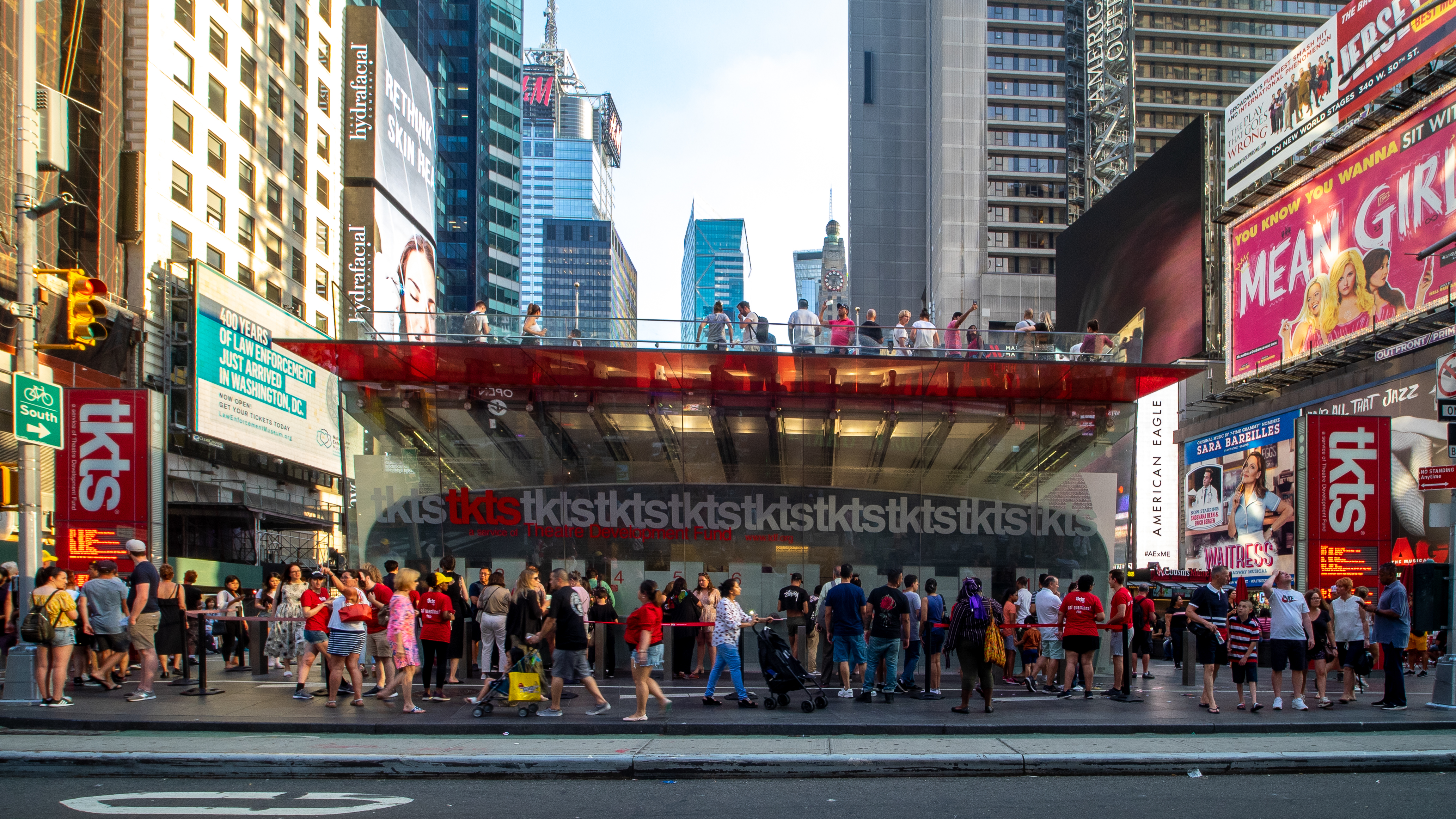
Ticket Stand an der 47th Street
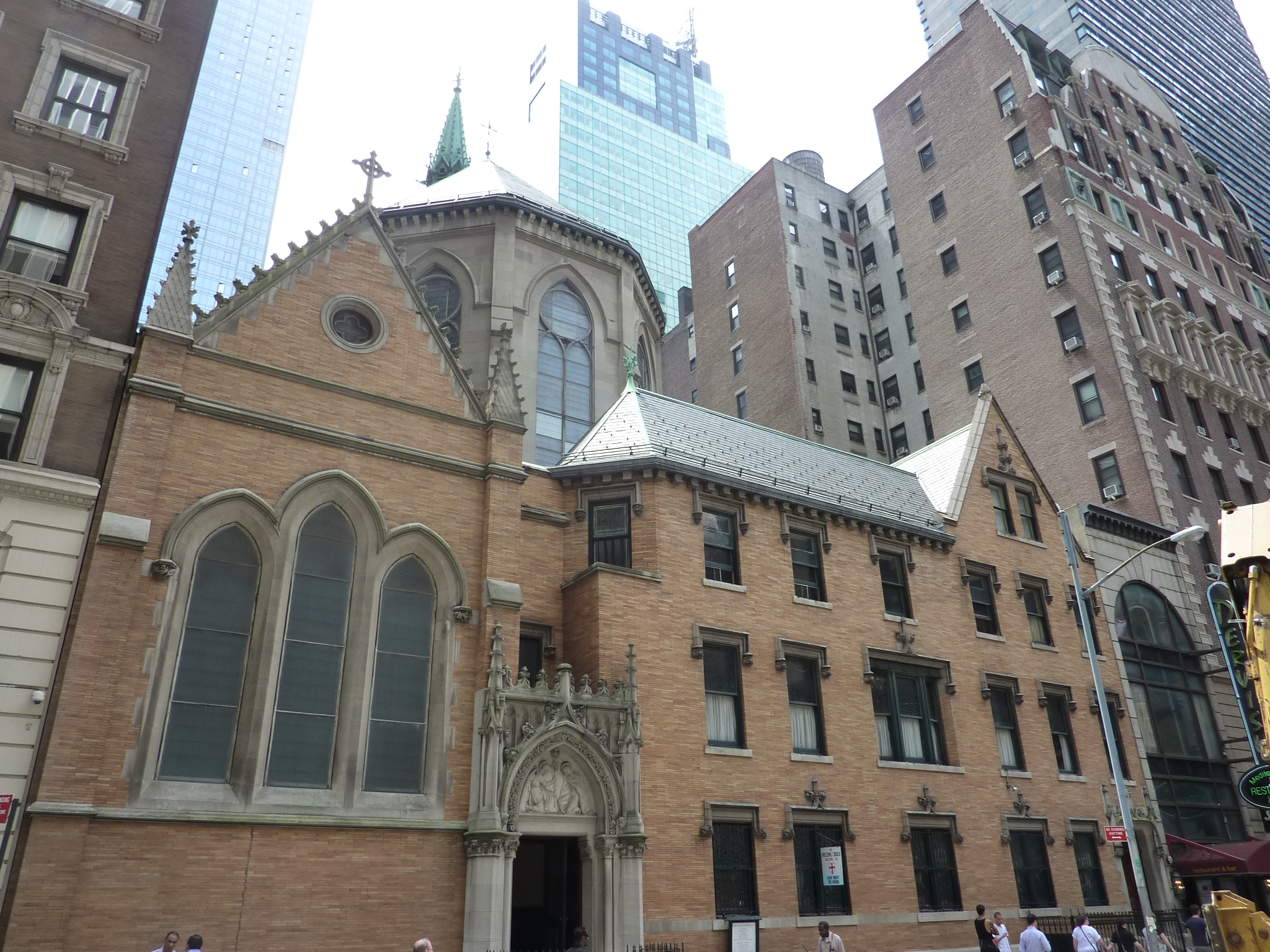
St. Mary the Virgin Rückseiten-Eingang von der 47th Street aus
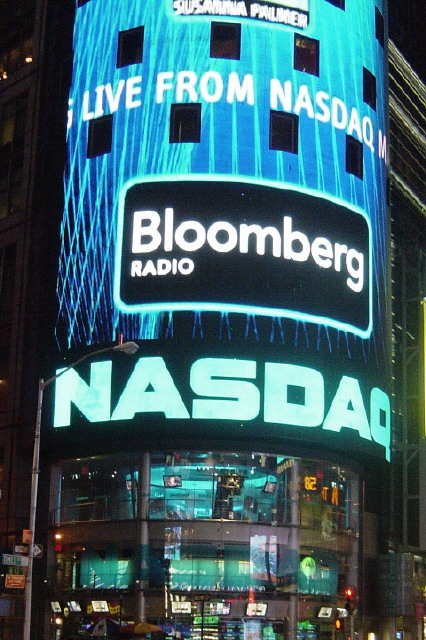
Nasdaq-Sitz am Times Square
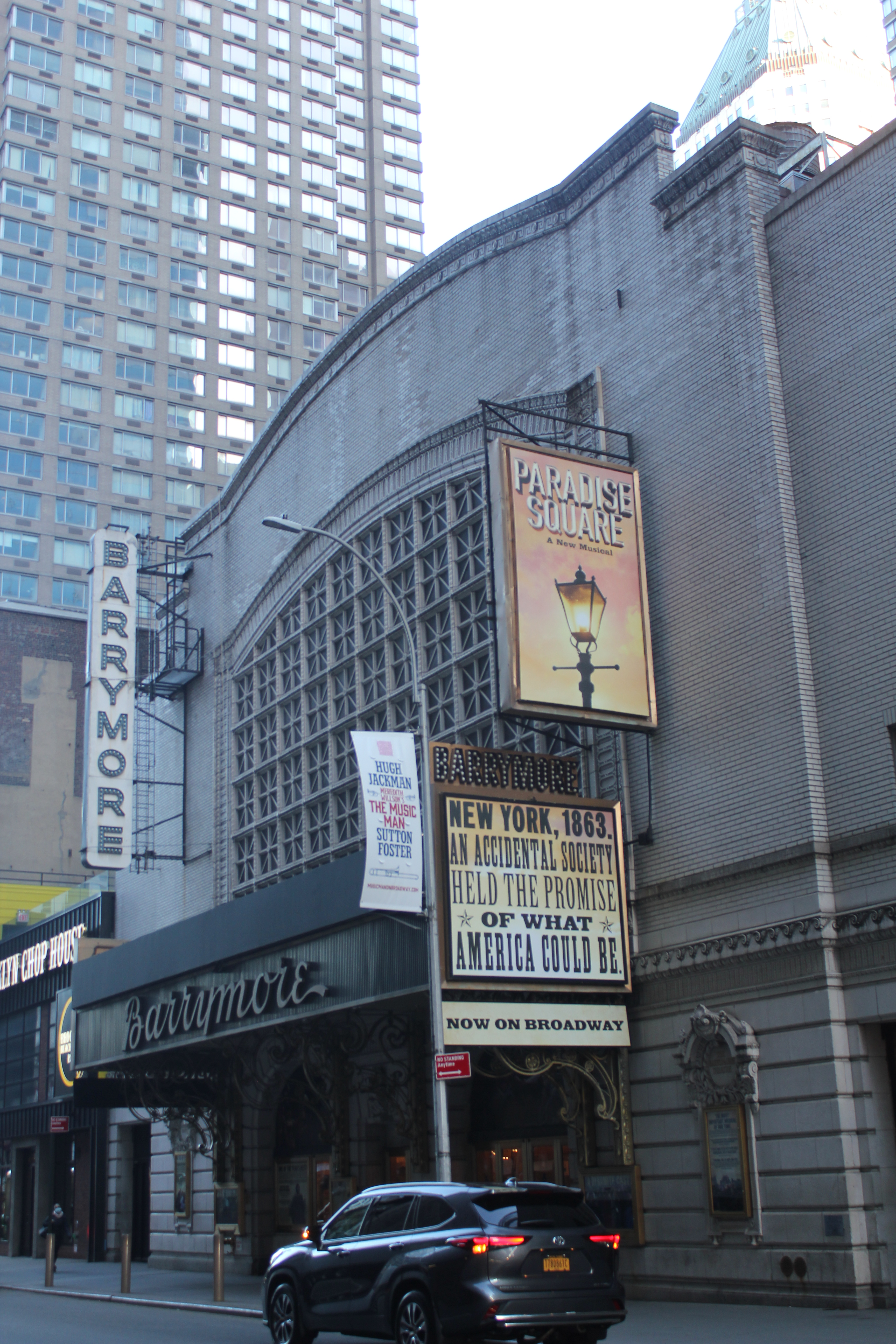
Ethel Barrymore Theatre zwischen der Seventh und Eight Avenue am Paradise Square
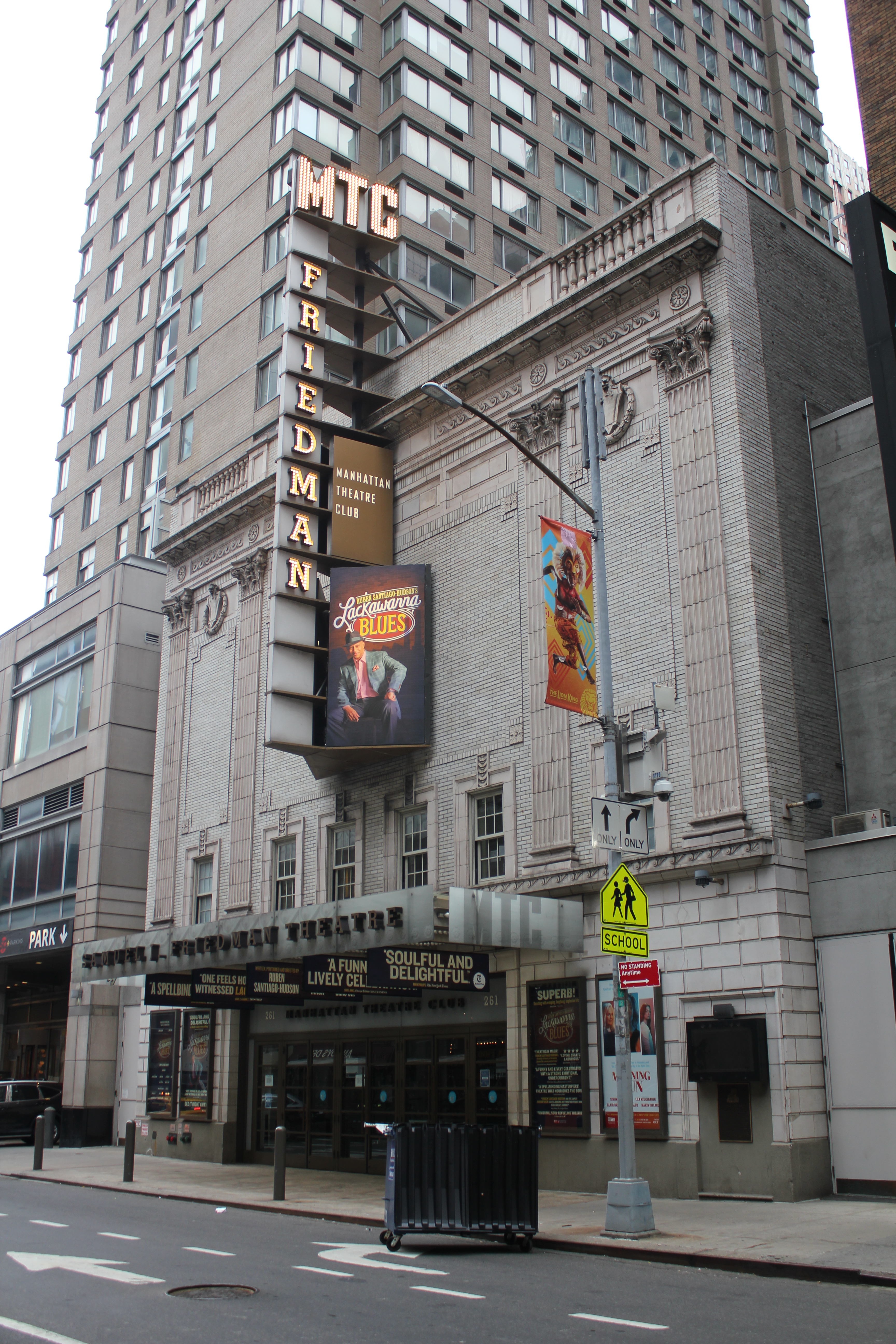
Samuel J. Friedman Theatre (zuvor Biltmore Theatre) 47th Street zwischen der Seventh und Eight Avenue
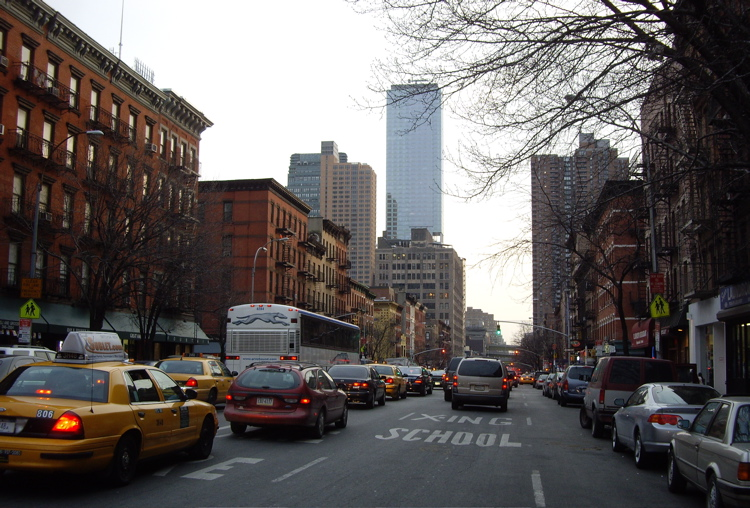
Backsteinhäuser im Stadtteil „Hell‘s Kitchen“

### Benno Levins Bekenntnisse
Zwischen das erste und zweite sowie das dritte und vierte Kapitel sind „Bruno Levins Bekenntnisse“ (Nacht und Morgen) eingeschoben, die vor und nach Packers Tod spielen und die Gegenhandlung darstellen.
Nacht 
Den ersten Tagebuchauszug hat Benno in der Nacht nach Packers Tod geschrieben. Er handelt von dem Racheplan des von Eric entlassenen und unbeachteten Angestellten: Er drang in das Sicherheitssystem ein und informierte sich mit Hilfe der Überwachungskameras über Packers Leben, dann sandte er eine Warnung, glaubte jedoch wegen des ständigen Ortswechsels Erics nicht an den Erfolg. Jetzt nach der Tat zweifelt er, ob alles Denken und Schreiben schildern kann, was er beim Abdrücken der Pistole fühlte: „Was bleibt da noch, das zu erzählen lohnte?“
Morgen
Der zweite Auszug wurde am Morgen vor der Tat geschrieben: Benno will sein Leben tagebuchartig beschreiben, 10 000 Seiten, die die Welt anhalten. Er will damit aus seinem Leben „einen öffentlichen Akt“ machen. „Das wird eine spirituelle Autobiographie. Der ehemalige Dozent und Bankangestellte lebt jetzt „offline“, von den Menschen isoliert, nachdem ihn seine behinderte Frau mit ihrem Kind verlassen hat. Nach seiner Entlassung versuchte er durch kleine Kontenbewegungen reich zu werden, dies misslang. Jetzt hat er keinen Zugang mehr zu einer Bank und fühlt sich gedemütigt. Er hasst Eric, der „der Zivilisation eine Zivilisation voraus sein will“, zapfte seine Informationssysteme und Monitore an und überwachte ihn. Lange zögerte er, jetzt ist er entschlossen zu handeln. Er fragt sich: Wie soll ich leben, wenn er nicht tot ist? […] Es gibt tote Sterne, die immer noch scheinen, weil ihr Licht in der Zeit gefangen ist. Wo stehe ich in diesem Licht, das streng genommen nicht existiert?‘“

## Interpretation
Zu den Autoren, von denen DeLillo sich inspiriert ließ, gehört auch James Joyce, und Packers Tagesreise durch Manhattan erinnert an die Leopold Blooms durch Dublin im „Ulysses“, die wiederum eine literarische Vorlage hat: Homers Irrfahrten des Odysseus. Einige Roman-Episoden könnten parodistische Variationen der Joyceschen sein, z. B. die virtuelle Sexbeziehung zwischen Packer und Jane Melman als Replik auf das Kap. 13 „Nausikaa“, die Bewirtung Erics und seines Fahrers durch den an Eumaios (Kap. 16 im „Ulysses“) erinnernden treuen Friseur Anthony, der Erkenntnisprozess im Gespräch Erics und Bennos (Kp. 11 „Ithaka“) oder die ambivalente Ehebeziehung Erics und Elises mit orgiastischem Schluss (Kap. 18 „Penelope“).
In diesen Rahmen einer Persönlichkeitskrise hat der Autor Ereignisse, die an den Zusammenbruch der Dotcom-Blase im Jahr 2000 erinnern, eingearbeitet.
Das Motiv der Währungsspekulation greift die realen Angriffe des Investors George Soros auf das britische Pfund Sterling 1992 und den thailändischen Baht 1997 auf, die für ihn sehr lukrativ waren.
DeLillo hat seine Fiktion als „Leben in gefährlichen Zeiten“ beschrieben. In einem Interview sagte er, Schriftsteller müssten sich Systemen widersetzen: „Es ist wichtig, gegen die Macht, die Konzerne, den Staat und das ganze System des Konsums und der schwächenden Unterhaltung zu schreiben … Ich denke, Schriftsteller müssen sich von Natur aus den Dingen widersetzen, sich allem widersetzen, was die Macht uns aufzuzwingen versucht.“ Deshalb müsse der Schriftsteller außerhalb der Gesellschaft stehen, unabhängig von Zugehörigkeit und unabhängig von Einfluss. Er solle automatisch eine Haltung gegen seine Regierung einnehmen. Es gebe so viele Versuchungen für amerikanische Schriftsteller, Teil des Systems und Teil der Struktur zu werden, denen sie jetzt mehr denn je widerstehen müssen.

## Rezeption
Die „Cosmopolis“-Kritiken waren im Allgemeinen sowohl in den USA wie in Deutschland gemischt, besonders im Vergleich zum Lob früherer DeLillos Romane. Während z. B. Wolfe das Buch als brillant lobte und in ihm den Elite-Rang Don DeLillos bestätigt fand, warnte Kirn vor dem „Roman der Ideen“, der die Geschichte an die zweite Stelle rücke: „Cosmopolis“ sei ein intellektuelles Tontaubenschießen, das eine Reihe von Scheiben nach oben schicke, damit der Autor mit vorbereiteten Patronen nach ihnen feuern könne. Kakutani bewertet den Roman als „einen großen Blindgänger“ mit einer „schmalzig erfundenen Handlung“. Mehr als der Inhalt wird DeLillos „einzigartiger“ Stil gewürdigt, u. a. von Kipen und Slater.
Ebenso kontrovers ist die Rezeption in Deutschland: Fricke beleuchtet v. a. die Thematik der Ängste im 21. Jahrhundert vor dem „Strudel der globalen Märkte“, der im Roman selbst die Wirtschaftselite erfasst und den der Protagonist nicht überleben kann. Wenn der Autor Packers Mörder bekennen lässt, dass wir ständig unverbundene Systeme – „Spiegel und Bilder. Oder Sex und Liebe“ – zu verknüpfen suchen und daran scheitern, dann sei De Lillos Roman genau dies: der Versuch, die abstrakte Erscheinungsform von Globalisierung und Kapital mit den Lebensrealitäten abzugleichen. Eric Packers gewaltsamer Tod sei eine Koda, das Nachbild eines Scheitern an dem Unvermögen, die ökonomischen Verhältnisse in den Griff zu bekommen, so wie ihm auch die Lust am Leben überhaupt entglitten ist.
Schröder findet, „Cosmopolis“ sei verstörend, brillant geschrieben und superintelligent: ein „historischer Roman aus dem Cyberspace“ von großer diagnostischer Qualität. Mit seinem charakteristischen kühlen Sound und mit einem „kalten Schnitt“ und präzisem analytischem Besteck wage sich De Lillo in das Milieu der Global Players.
Für Dieckmann dagegen wirkt der Roman „wie am allegorischen Reißbrett“ entworfen, wie eine „spiegelglatte Fassade der Allegorie“. Das Konzept der Sozialkritik erdrücke die Sprache. Der Zusammenbruch der Cyberexistenz Packers, die plötzlichen Zweifel und seine nostalgische Rückkehr in die Vergangenheit der stofflichen Welt und der Emotionen sei „zu viel“ und gehe „zu glatt“: „Die Abrechnung mit dem Börsenfetischismus der Neunziger, die Widerlegung der kapitalistischen Rechnung geht zu gut auf.“ Auch Burkhard Müller und Angela Schader stört das Thesenhafte des Buches, in dem viel über die neue Immaterialität der Welt theoretisiert wird, bzw. die überlebensgroße Karikatur eines Börsenspekulanten.
Buß und Haas bewerten die Geschichte zwar als ein aus Genreversatzstücken und Oberseminarsreflexionen zusammengeschraubtes Stück Prosa. Doch wäre Don DeLillo kein exzellenter Autor, wäre in solchen Sentenzen nicht eine treffende Kulturkritik enthalten. Wenn Strech-Limousinen zu den unauffälligsten Fahrzeugen der Stadt werden, dann sei das eine raffinierte Wahrnehmungsdiagnose: „Es gibt eine Art der Präsenz, die sich selbst verschleiert. Das Künstliche wird als etwas Natürliches, Selbstverständliches wahrgenommen.“
Im Vergleich zum Film (2012) hebt Husmann die Qualitäten des „gelungenen Buchs“ hervor: „Unglaublich, wie hellsichtig DeLillo darin bereits im Jahr 2004 die Krise des Finanzsektors beschrieben hat, die Hybris der Spekulanten, das Aufbegehren der Bürger und das Formieren einer eigenen, ganz neuen Protestbewegung.“ Die Dialoge und vor allem die inneren Monologe seien „ein Lesevergnügen“. Von DeLillos „reizvollen Gedankenspielen und –sprüngen“ bleibe im Film oft nur Zynismus zurück. „Die schöne Nähe, die der Schriftsteller zwischen der beschleunigten Zeit, den Datenströmen der Finanzwelt und den realen Veränderungen unseres Daseins evoziert“, gehe im Film verloren.

## Adaptionen
Film
- 2012: Cosmopolis kanadisch-französischer Film von David Cronenberg

Hörspielbearbeitung
- 2005: Cosmopolis 1. Teil (44'58 Minuten), 2. Teil (51'03 Minuten). Bearbeitung und Regie: Thomas Blockhaus. Produktion: WDR.

Besetzung: Wanja Mues (Eric Packer), Tanja Schleiff (Elise Shifrin), Hüseyin Cirpici (Benno Levin), Daniel Berger (Michael Shiner/Erzähler), Mark Zak (Torval), Matthias Haase (Dr. Ingram), Bettina Engelhardt (Jane Melman), Therese Hämer (Didi Fancher), Tatja Seibt (Vija Kinski), Dmitri Alexandrov (Andre Petrescu), Claudia Fenner (Hayes, Kendra), Walter Renneisen (Anthony Adubato), Errol Trotman-Harewood (Ibrahim), Michael Habeck (Erzähler). Erstsendungen: 5. Januar 2005 und 12. Januar 2005.
Veröffentlichung: Hartmann & Stauffacher Verlag. in zwei Teilen
Hörbuch
- 2012: Cosmopolis Hörbuch (5 Stunden, 57 Minuten). Christian Brückner (Vorleser), Parlando Verlag.